# Bundesregierung Kurz II
Die Bundesregierung Kurz II war vom 7. Jänner 2020 bis zum 11. Oktober 2021 die Bundesregierung der Zweiten Republik Österreich. Nachdem die ÖVP und die Grünen sich bei der Regierungsbildung in Österreich 2019 am 1. Jänner 2020 auf ein gemeinsames Regierungsprogramm geeinigt hatten, stimmte der ÖVP-Bundesvorstand am 3. Jänner dem Programm und dem Regierungsteam zu. Am 4. Jänner 2020 stimmte auch der Bundeskongress der Grünen mit 93,18 Prozent der Stimmen der neuen Regierung zu. Von ihrer Angelobung bis zum 11. Jänner 2021 war sie die erste Bundesregierung in der Geschichte Österreichs, die mehr weibliche als männliche Mitglieder hatte.
Am Abend des 9. Oktober 2021 erklärte Bundeskanzler Kurz im Zusammenhang mit der ÖVP-Korruptionsaffäre seinen Rücktritt, schlug Außenminister Alexander Schallenberg (ÖVP) als seinen Nachfolger vor und kündigte an, Klubobmann der ÖVP-Fraktion im Nationalrat zu werden. Nachfolgend wurde die Bundesregierung Kurz II durch die Bundesregierung Schallenberg ersetzt.

## Bundesministerien und Regierungsmitglieder
Zu den Regierungskoordinatoren wurden Finanzminister Gernot Blümel (ÖVP) und Vizekanzler Werner Kogler (Grüne) benannt.
Am 29. Jänner 2020 trat die Novelle des Bundesministeriengesetzes und damit die neue Ressortaufteilung in Kraft.

### Liste der Regierungsmitglieder
| Amt | Foto                                                | Name | Partei | Partei                                                          | Staatssekretär/in, beigegeben zur Unterstützung für | Foto                                                           | Partei | Partei |
| --- | --------------------------------------------------- | --- | ------ | --------------------------------------------------------------- | --------------------------------------------------- | -------------------------------------------------------------- | ------ | ------ |
| Bundeskanzler |                                                     | Sebastian Kurz |        | ÖVP                                                             |                                                     |                                                                |        |        |
| Vizekanzler |                                                     | Werner Kogler |        | Grüne                                                           |                                                     |                                                                |        |        |
| Bundesminister für Kunst, Kultur, öffentlichen Dienst und Sport | Ulrike Lunacek, Kunst und Kultur (bis 20. Mai 2020) | Werner Kogler |        | Grüne                                                           |                                                     | Grüne                                                          |        |        |
| Bundesminister für Kunst, Kultur, öffentlichen Dienst und Sport | Andrea Mayer, Kunst und Kultur (ab 20. Mai 2020)    | Werner Kogler |        | Grüne                                                           |                                                     | SPÖ (Mitgliedschaft ruhend gestellt, von den Grünen nominiert) |        |        |
| Bundesminister für europäische und internationale Angelegenheiten |                                                     | Alexander Schallenberg |        | zunächst parteilos (von der ÖVP nominiert), später ÖVP-Beitritt |                                                     |                                                                |        |        |
| Bundesminister für Soziales, Gesundheit, Pflege und Konsumentenschutz |                                                     | Rudolf Anschober (bis 19. April 2021) |        | Grüne                                                           |                                                     |                                                                |        |        |
| Bundesminister für Soziales, Gesundheit, Pflege und Konsumentenschutz | Wolfgang Mückstein (ab 19. April 2021)              | |        | Grüne                                                           |                                                     |                                                                |        |        |
| Bundesminister für Bildung, Wissenschaft und Forschung |                                                     | Heinz Faßmann |        | parteilos (von der ÖVP nominiert)                               |                                                     |                                                                |        |        |
| Bundesministerin für Digitalisierung und Wirtschaftsstandort |                                                     | Margarete Schramböck |        | ÖVP                                                             |                                                     |                                                                |        |        |
| Bundesminister für Finanzen |                                                     | Gernot Blümel | ÖVP    |                                                                 |                                                     |                                                                |        |        |
| Bundesminister für Inneres |                                                     | Karl Nehammer | ÖVP    |                                                                 |                                                     |                                                                |        |        |
| Bundesministerin für Landesverteidigung |                                                     | Klaudia Tanner | ÖVP    |                                                                 |                                                     |                                                                |        |        |
| Bundesministerin für Landwirtschaft, Regionen und Tourismus |                                                     | Elisabeth Köstinger | ÖVP    |                                                                 |                                                     |                                                                |        |        |
| Bundesministerin für Justiz |                                                     | Alma Zadić |        | Grüne                                                           |                                                     |                                                                |        |        |
| Bundesministerin für Klimaschutz, Umwelt, Energie, Mobilität, Innovation und Technologie |                                                     | Leonore Gewessler | Grüne  | Magnus Brunner, Umweltressort                                   |                                                     |                                                                | ÖVP    |        |
| Bundesminister/in für Arbeit |                                                     | Christine Aschbacher (bis 11. Jän. 2021; bis 8. Jän. 2020 als Bundesministerin ohne Portefeuille; bis 29. Jän 2020 als Kanzleramtsministerin, zuständig für Familien- und Jugend-Agenden bis 11. Jän. 2021 als Bundesministerin für Arbeit, Familie und Jugend) |        | ÖVP                                                             |                                                     |                                                                |        |        |
| Bundesminister/in für Arbeit |                                                     | Martin Kocher (von 11. Jän. 2021 bis 31. Jän. 2021 als Bundesminister für Arbeit, Familie und Jugend ab 1. Feb. 2021 als Bundesminister für Arbeit) |        | parteilos (von der ÖVP nominiert)                               |                                                     |                                                                |        |        |
| Kanzleramtsministerin (Frauen, Familie, Jugend und Integration) (bis 8. Jän. 2020 als Bundesministerin ohne Portefeuille von 29. Jän. 2020 bis 31. Jän. 2021 als Kanzleramtsministerin für Frauen und Integration ab 1. Feb. 2021 als Kanzleramtsministerin für Frauen, Familie, Jugend und Integration) |                                                     | Susanne Raab |        | ÖVP                                                             |                                                     |                                                                |        |        |
| Kanzleramtsministerin (EU und Verfassung) (bis 8. Jän. 2020 als Bundesministerin ohne Portefeuille) |                                                     | Karoline Edtstadler | ÖVP    |                                                                 |                                                     |                                                                |        |        |

## Rücktritte

### Ulrike Lunacek
Am 20. Mai 2020 wurde – die für Kunst und Kultur zuständige – Staatssekretärin Ulrike Lunacek (Grüne) auf ihren Wunsch hin vom Bundespräsidenten ihres Amtes enthoben. Diesen Schritt ging sie, nachdem sie viel Kritik von Kulturschaffenden und der Opposition für ihr Corona-Krisenmanagement hinnehmen musste. Sie habe „keine positive Wirkung“ erzielen können und ihr Ziel, sich für die Kultur einzusetzen, nicht erreicht. Deshalb machte sie „Platz für jemand anderen“.

### Christine Aschbacher
Am 9. Jänner 2021 kündigte Christine Aschbacher (ÖVP) aufgrund von Plagiatsvorwürfen betreffend ihre Diplomarbeit und ihre Dissertation ihren Rücktritt als Bundesministerin an. Der als „Plagiatsjäger“ bekannte Dozent Stefan Weber, welcher die beiden Arbeiten geprüft hatte, bezeichnete ihre Diplomarbeit als „wissenschaftliche Katastrophe“, außerdem seien laut ihm 21 % von Aschbachers Dissertation plagiiert. Als Arbeitsminister folgte ihr der vorherige IHS-Chef Martin Kocher nach, die Agenden für Familie und Jugend übernahm Susanne Raab.

### Rudolf Anschober
Am 13. April 2021 gab Rudolf Anschober eine persönliche Erklärung ab, in der er seinen Rücktritt bekanntgab. Als Gründe nannte er Überarbeitung und gesundheitliche Probleme. In seiner Position folgte ihm ab dem 19. April der Arzt Wolfgang Mückstein nach. In der Zwischenzeit und bis zu seiner offiziellen Amtsenthebung wurde Anschober von Vizekanzler Werner Kogler vertreten.

### Sebastian Kurz
Infolge der ÖVP-Korruptionsaffäre kündigte Kurz am Abend des 9. Oktober 2021 seinen Rücktritt von der Funktion des Bundeskanzlers der Republik Österreich an und schlug den bisherigen Außenminister Alexander Schallenberg als seinen Nachfolger vor.